# Henrylygus
Henrylygus är ett släkte av insekter. Henrylygus ingår i familjen ängsskinnbaggar.
Kladogram enligt Catalogue of Life:
| Henrylygus | \| \| Henrylygus nubilus \| \| \| \| \| \| Henrylygus ultranubilus \| \| \| \| |
|            | \| \| Henrylygus nubilus \| \| \| \| \| \| Henrylygus ultranubilus \| \| \| \| |
|            | Henrylygus nubilus                                                             |
|            |                                                                                |
|            | Henrylygus ultranubilus                                                        |
|            |                                                                                |